# Stazione di Sangiano
Stazione di Sangiano vasútállomás Olaszországban, Lombardia régióban, Sangiano településen.

## Vasútvonalak
Az állomást az alábbi vasútvonalak érintik:
- Luino–Milánó-vasútvonal

## Kapcsolódó állomások
A vasútállomáshoz az alábbi állomások vannak a legközelebb:
- Stazione di Besozzo (Stazione di Gallarate, S30)
- Stazione di Laveno-Mombello (Cadenazzo vasútállomás, S30)